# Nova Xavantina
Nova Xavantina is een gemeente in de Braziliaanse deelstaat Mato Grosso. De gemeente telt 19.398 inwoners (schatting 2009).
De gemeente grenst aan Barra do Garças, Água Boa en Campinápolis.